# Jarocin
Jarocin (kiejtése [ja'rɔʨin], németül Jarotschin) város Lengyelország központi részén, az ugyanilyen nevű járás (Powiat Jarociński) székhelye Nagy-lengyelországi vajdaságban. Lakossága 25 805 fő (2004).

## Története
Kr. e. 1800: Jarocin jelenlegi területén vadászattal és pásztorkodással foglalkozó törzs lakott.
1257-ben Boleszlav poznani herceg a Zaremba nemzetségből szrámazó Janko-nak adományozta a jarocini uradalmat. Ezzel Jarocin a legrégebbi magántulajdonban levő város Lengyelországban. Másfélszáz év múlva a város gyors fejlődésnek indult, mivel a Wrocławból Toruńba illetve a Poznańból Kaliszba vezető utak kereszteződésénél helyezkedett el. Ebben az időben a város lakosságának több mint fele sziléziai német.
1661-ben a város a Radolinski család birtokába került át (ez a régi nemesi Koszutski család mellékága), és az ő tulajdonuk maradt egészen 1945-ig.
1793–1807 között Lengyelország felosztása után a város Poroszországhoz került, utána 1815-ig a varsói hercegséghez tartozott. Ekkor Jarocin ismét Poroszországhoz került (Poznani tartomány) és ott is maradt 1918-ig. 1850 után a város az ipar betelepedésével gyorsan fejlődött. 1875-ben fontos vasúti csomóponttá válik. 1889-ben a német igazgatási reform során megalakult a jarocini járás. Az első világháborúig felépültek a gázművek, csatornaművek, a vasúti pályaudvar villanyvilágítást kapott.
1918. november 8-án kitört a lengyel felkelés a német uralom ellen. Jarocinban megalakult a poznani tartomány első katonai tanácsa. A német szabadcsapatok elleni harcban öt jarocini katonai alakulat vett részt. 1920-as években a lengyel lakosság pogromokat szervezett a zsidók ellen.
1939 szeptembere és 1945 januárja között Jarocin a német birodalom részét képezte. A náci kormányzat sok lengyelt elűzött, helyettük német telepeseket hoztak a Baltikumból, Volhíniából és Bukovinából. 1943-ra a város lakosságának 35%-a német volt. 1945-ben a várost elfoglalták a szovjet csapatok. A nemzetiszocialista diktatúrát a kommunista váltotta fel.
1960 és 1975 között gyors iparosítás, úz üzemek létesítése: bútorgyártás, famegmunkálás, ruházati- és gépipari gyárak. 1975-ben Jarocin elvesztette járási székhely rangját, amelyet csak 1999-ben kapott vissza.

## Látnivalók
- városháza, barokk és klasszikus stílusban, 1804 körül
- Szent Márton temploma, gótikus és barokk stílusú, első említése 1257-ből, többször átépítették (utoljára a tornyot 1838-ban)
- Krisztus Király temploma, barokk, a 18. század eleje
- A Radolinski hercegek kastélya, 1847 – 1853 között épült Tudor-stílusban Friedrich August Stüler tervei alapján; ma városi könyvtár és a poznani egyetem fiókintézménye
- Régi kastély a kastélyparkban, eredetileg gótikus, 1450 körül építették, a 18. század végéig ez volt a birtokosok székhelye, ma múzeum
- Szent György kórházi templom romja, 1516 körül épült, 1833 óta romos állapotban
- Vasúti pályaudvar 1870 – 1875, újgótikus, az egykori poznani tartomány utolsó változatlan formában fennmaradt porosz pályaudvara.

## Híres emberek
- Stanisław Taczak, az 1918-19-es lengyel felkelés tábornoka, 1874. április 8-án született Jarocin mellett Mieszkówban
- Elisabeth Schwarzkopf, (1915–2006) opera-énekesnő

## Testvérvárosok
- Libercourt, Franciaország
- Veldhoven, Hollandia
- Hatvan, Magyarország
- Schlüchtern, Németország
- Olekszandria, Ukrajna

## Fordítás
- Ez a szócikk részben vagy egészben a Jarocin című német Wikipédia-szócikk ezen változatának fordításán alapul.  Az eredeti cikk szerkesztőit annak laptörténete sorolja fel. Ez a jelzés csupán a megfogalmazás eredetét és a szerzői jogokat jelzi, nem szolgál a cikkben szereplő információk forrásmegjelöléseként.